# Eriko Tamura
Pour les articles homonymes, voir Tamura.
Eriko Tamura, alias Eriko (田村英里子, Tamura Eriko, née le 16 janvier 1973) est une actrice, ex-chanteuse et idole japonaise. 

## Biographie
Elle débute en 1989, interprétant les génériques Namida no Hanbun et May be Dream et autres chansons de la série anime Erika (Idol Densetsu Eriko), dont l'héroïne est une chanteuse idole débutante nommée Eriko Tamura dans la version originale, basée sur sa propre personne. Après ce lancement de carrière original, elle sort de nombreux disques jusqu'en 1995, et tourne en parallèle dans des films et drama, jusqu'en 2001. Après plusieurs années d'absence, elle commence une carrière aux États-Unis en 2006, sous le surnom Eriko, jouant notamment la princesse Yaeko dans la deuxième saison de la série télévisée Heroes en 2007, et Kristen dans la série Le Diable et moi en 2009. Cette même année, elle incarne le personnage de Mai dans le film Dragonball Evolution d'après le manga et anime Dragon Ball, un ironique retournement de situation 20 ans après avoir été elle-même adaptée en personnage d'anime. 

## Filmographie

### Cinéma
- 1989 : Hana no furu gogo : Numata - Mika
- 1994 : Don o totta otoko : Jane
- 1996 : Ichi ni no sanshiro : Shino
- 1996 : Kagero II : Ocho
- 2000 : Inochi no umi
- 2006 : Dakara watashi wo suwarasete : Takako Kikurai
- 2006 : Surf School : Chika
- 2009 : Dragonball Evolution : Mai

### Télévision
- 1989 : Erika (Série anime) : Eriko Tamura (voix chantée)
- 1993 : Watashi ga aishita Ultraseven (téléfilm) : Yuriko Hishima / Anne
- 1995 : Ninja gaeshi mizuno shiro (téléfilm) : Yukino - Princesse
- 1995 : Non no kekkon (série télévisée) : Non
- 1997 : Mizu no toride (téléfilm) : Yukino
- 1998 : Kurenaï (série télévisée) : Maki Satomura
- 1999 : Yakusoku (téléfilm) : Rieko
- 2001 : Jiko (série télévisée) : Rieko
- 2006 : Heroes (série télévisée) : Yaeko
- 2007 : Nuclear Hurricane (téléfilm) : Jasmine
- 2009 : Le Diable et moi (Reaper) (série télévisée) : Kristen

## Discographie
| - Locomotion Dream / Namida no Hanbun (1989.3.15 ) - Sukiyo (1989.6.21 ) - Honki (1989.9.6 ) - Process (1990.1.31 ) - Domino (1990.4.25 ) - Process (1990.7.18 ) - Nijiiro no Namida (1990.12.5 ) - Little Darlin' (1991.5.17 ) - Makasete! Chin Ton Shan (1991.6.28 ) - Yuwaku no Cha-Cha (1991.10.9 ) - Saigo ni Oshiete (1992.5.1 ) - Suteki na Ame (1992.10.22 ) - Ningyo no T-shirt (1993.8.4 ) - Asu no Yukue (1993.12.8 ) - Kanashimi dewa Owaranai (1994.4.27 ) - Samishisa ni Kowasaretemo (1995.7.19 ) | - May be Dream (1989.7.19) - Myself (1990.2.28) - Behind the Heart (1990.9.5) - Der Traum (1991.2.14) - Taiyo no Vacance (1991.6.28) - Shojo de Iraretara (1992.6.24) - Imano Watashi de… (1992.12.2) - Sure (1993.9.22) Compilations - Discovery (1991.12.4) - BALLAD (1994.8.24) - TWIN BEST／Tamura Eriko (1998.3.28) - Golden Best - Tamura Eriko (2003.6.25) - NEW BEST 1500 (2005.8.24) |

## Videos
- Today (1990)
- Dream Pilot (1990)
- My Fair Girl (1991)
- Yūwaku no Symphony (1991)
- Taste of VACANCE LIVE 1991 (1991)
- Sweet Farewell LIVE 1992 (1992)

## Photobooks
- Tamura Eriko ET MAGAZINE PHOTO & HISTORY (1989)
- Tamura Eriko CD Dunk (1990)
- IMPRESSION (1990)
- IMPRESSION・改訂版 (1991)
- WHITE HEAVEN (1992)
- UNBALANCE (1993)
- E (1995)